# Jacek Kalinowski
Jacek Kalinowski, né le 9 septembre 1953, est un ancien joueur et entraîneur de basket-ball polonais. Il évolue au poste d'ailier.

## Palmarès
- Champion de Pologne 1977, 1979, 1980, 1981